# Francisco Torrijos y Rigueiros
Alfonso Francisco José de Torrijos y Rigueiros (Santafe de Bogotá 1704-Colombia siglo XVIII) fue un abogado y político colombiano.

## Familia
Abogado neogranadino Alcalde de Santafé 1783, medio hermano del también alcalde José Antonio Ricaurte y Rigueiros.